# Artis dieren-encyclopedie
Artis dieren-encyclopedie is een zesdelige encyclopedie met de nadruk op de levende natuur en het belang van natuurbescherming. 
De tweede uitgave van de encyclopedie is een weergave van de groeiende kennis over dieren, vooral als gevolg van het werk van onderzoekers in het wild in de periode 1958-1968 in Afrika met details over de levenswijze van grote dieren. 
Onderwerpen zijn zoogdieren, vogels, reptielen, amfibieën, vissen en insecten. Behandeld werden: uiterlijk, gedrag, leefwijze en verspreidingsgebied.
De benadering van deze encyclopedie was selectief, waarbij de focus lag op diersoorten die het meest bekend waren en waarover de meeste kennis beschikbaar was.
De encyclopedie was ontworpen om lezers vertrouwd te maken met het leven van deze dieren en hen bewust te maken van de uitdagingen van natuurbescherming, vooral omdat het verspreidingsgebied van veel dieren in korte tijd sterk was ingekrompen. Benoemd werden de diersoorten die ernstig werden bedreigd en de kans liepen uit te sterven. 
Schrijver was Han van de Werken, destijds hoofdredacteur van het tijdschrift "Artis", met foto's van Jo Bokma, en een voorwoord door Ernst Frederik Jacobi, directeur van de dierentuin Artis.